# Reg Presley
Reg Presley, właśc. Reginald Maurice Ball (ur. 12 czerwca 1941, w Andover w hrabstwie Hampshire w Wielkiej Brytanii, zm. 4 lutego 2013 tamże) – angielski piosenkarz, wokalista zespołu The Troggs.

## Życiorys
W 1964 współtworzył zespół The Troggs, z którym wylansował przebój „Wild Thing”, który dotarł do drugiego miejsca na brytyjskiej liście przebojów oraz dotarł na szczyt amerykańskiej listy Hot 100. Z zespołem nagrał także piosenkę: „With a Girl Like You” i „Love Is All Around”, której jest autorem; utwór został wylansowany w latach 90. przez brytyjski zespół Wet Wet Wet i umieszczony na ścieżce dźwiękowej do filmu Mike’a Newella Cztery wesela i pogrzeb.
Na początku 2012 ujawnił, że zmaga się z rakiem płuc i przeszedł chemioterapię. W związku z chorobą i pogarszającym się stanem zdrowia w tym samym roku przerwał działalność artystyczną. Zmarł 4 lutego 2013 w rodzinnym domu w Andover w otoczeniu żony oraz dzieci.

## Wpływ
Muzyka Presleya wpłynęła m.in. na Iggy Popa i zyskała uznanie Boba Dylana. Krytyk rockowy Lester Bangs nazwał zespół The Troggs „ojcami chrzestnymi punka”, a Presleya porównał do Marcela Prousta.